# Benton (Arkansas)
Pour les articles homonymes, voir Benton.
La ville de Benton est le siège du comté de Saline, dans l'Arkansas, aux États-Unis.

## Démographie
| 1880 | 1890 | 1900  | 1910  | 1920  | 1930  | 1940  | 1950  |
| ---- | ---- | ----- | ----- | ----- | ----- | ----- | ----- |
| 452  | 647  | 1 025 | 1 708 | 2 933 | 3 445 | 3 502 | 6 277 |

| 1960   | 1970   | 1980   | 1990   | 2000   | 2010   | - | - |
| ------ | ------ | ------ | ------ | ------ | ------ | - | - |
| 10 399 | 16 499 | 17 717 | 18 177 | 21 906 | 30 681 | - | - |

## Source
- (en) Cet article est partiellement ou en totalité issu de l’article de Wikipédia en anglais intitulé « Benton, Arkansas » (voir la liste des auteurs).

1. ↑  « Statistiques des États-Unis - Arkansas - Profils des communautés de 2010 » (consulté en novembre 2020)